# Jüdischer Friedhof (Rohrbach)
Der Jüdische Friedhof Rohrbach ist ein Friedhof in Rohrbach, einem Stadtteil von Büdingen im Wetteraukreis in Hessen.
Der jüdische Friedhof ist 257 m² groß. Über die Zahl der Grabsteine gibt es keine Angaben. 

## Geschichte
Bis zum Jahr 1878 wurden die Toten der jüdischen Gemeinde Rohrbach auf dem Friedhof in Düdelsheim beigesetzt. 1878 erwarb die jüdische Gemeinde Rohrbach ein Grundstück für einen eigenen Friedhof. Dieser wurde ab 1880 benutzt. 